# Jorge Claros
Jorge Aarón Claros Juárez (La Ceiba, 8 gennaio 1986) è un calciatore honduregno, centrocampista difensivo dello Sporting Kansas City.

## Carriera

### Club
Inizia la sua carriera calcistica nel Vida. Successivamente si trasferisce al Motagua dove trascorre sette stagioni.
Il 31 gennaio 2012 passa in prestito all'Hibernian, squadra scozzese.

### Nazionale
Dal 2006 è nel giro della nazionale honduregna.

## Palmarès

### Club

#### Competizioni nazionali
- Campionato honduregno: 1

Motagua: Apertura 2006

#### Competizioni internazionali
- Copa Interclubes UNCAF: 1

Motagua: 2007